# LRP2BP
LRP2BP (англ. LRP2 binding protein) – білок, який кодується однойменним геном, розташованим у людей на 4-й хромосомі. Довжина поліпептидного ланцюга білка становить 347 амінокислот, а молекулярна маса — 39 780.
| 10         |  | 20         |  | 30         |  | 40         |  | 50         |
| ---------- |  | ---------- |  | ---------- |  | ---------- |  | ---------- |
| MKLTSEKLPK |  | NPFYASVSQY |  | AAKNQKFFQW |  | KKEKTDYTHA |  | NLVDKALQLL |
| KERILKGDTL |  | AYFLRGQLYF |  | EEGWYEEALE |  | QFEEIKEKDH |  | QATYQLGVMY |
| YDGLGTTLDA |  | EKGVDYMKKI |  | LDSPCPKARH |  | LKFAAAYNLG |  | RAYYEGKGVK |
| RSNEEAERLW |  | LIAADNGNPK |  | ASVKAQSMLG |  | LYYSTKEPKE |  | LEKAFYWHSE |
| ACGNGNLESQ |  | GALGLMYLYG |  | QGIRQDTEAA |  | LQCLREAAER |  | GNVYAQGNLV |
| EYYYKMKFFT |  | KCVAFSKRIA |  | DYDEVHDIPM |  | IAQVTDCLPE |  | FIGRGMAMAS |
| FYHARCLQLG |  | LGITRDETTA |  | KHYYSKACRL |  | NPALADELHS |  | LLIRQRI    |

A: Аланін

C: Цистеїн

D: Аспарагінова кислота

E: Глутамінова кислота

F: Фенілаланін

G: Гліцин

H: Гістидин

I: Ізолейцин

K: Лізин

L: Лейцин

M: Метіонін

N: Аспарагін

P: Пролін

Q: Глутамін

R: Аргінін

S: Серин

T: Треонін

V: Валін

W: Триптофан

Задіяний у такому біологічному процесі, як альтернативний сплайсинг. 
Локалізований у цитоплазмі.